# Geschichte der Zensur
Die Geschichte der Zensur reicht von der Antike bis in die Gegenwart.

## Römische Antike
Eine Zensurgeschichte der Römischen Republik muss sich vor dem Missverständnis hüten, das Amt des Zensors sei mit dem heutigen Gebrauch des Begriffes gleichzusetzen: Censoren waren in der Römischen Republik Beamte, deren Amtsbezeichnung sich vom census (lateinisch für: Steuerklasse eines Bürgers) ableitete.
Eine Zensur von Schriftgut kann in der Antike nur schwer nachgewiesen werden; es scheint bis zum Auftreten des Christentums keinerlei Hinweise auf systematische Überwachung, Unterdrückung oder Beeinflussung von Handschriften zu geben. Dies ist umso erstaunlicher, da die moderne Geschichtsforschung von einem hohen Alphabetisierungsgrad und umfassenden Buchbeständen in öffentlichen und privaten Bibliotheken ausgeht. Daher kann angenommen werden, dass die meisten römischen Zensurvorschriften nicht bis in die heutige Zeit überliefert worden sind.
Dennoch finden sich einige Gesetze und Ereignisse der politischen Geschichte, die heutige Vorstellungen von Zensur vorwegnehmen: so zum Beispiel das Verbot von Spottversen im Zwölftafelgesetz von 450 v. Chr. oder die sogenannte damnatio memoriae, bei der sämtliche Statuen, Werke und Inschriften einer in Ungnade gefallenen Person entfernt bzw. getilgt wurden, um die Erinnerungen an sie auszulöschen.
Zudem gab es auf religiösem Gebiet strenge Gesetze gegen die Verbreitung von Magie und einzelner Kulte, beispielsweise nach dem Auftreten des Christentums. (→Christenverfolgungen im Römischen Reich) Als das Christentum in der Spätantike zur staatstragenden Religion im Römischen Reich wurde, richtete sich die Zerstörungswut in zunehmendem Maße gegen alles Schriftgut, das in scheinbarem oder tatsächlichem Widerspruch zum christlichen Glauben stand. Das waren alle Bücher, die nicht von christlichen Autoren stammten. Die unkontrollierte Vernichtung antiker Literatur am Übergang vom 4. zum 5. Jahrhundert war ein wesentlicher Grund für die massiven Bücherverluste in der Spätantike. Diese Form einer totalen Zerstörung geistiger Arbeit ist in der Geschichte einzigartig, kann aber auch nicht (mehr) als Zensur bezeichnet werden.
All diese Beispiele zeigen, dass die politische Praxis, die einer modernen Zensur am nächsten kam, bis zum Ende der Antike niemals kontinuierlich über einen längeren Zeitraum durchgeführt worden ist. Es ist problematisch von einer antiken Zensur im heutigen Sinn zu sprechen. Das bedeutet nicht, dass Rom zu irgendeiner Zeit ein Hort der unbeschränkten Meinungsfreiheit gewesen ist: in der Kaiserzeit beispielsweise genügte der bloße Verdacht, um eine Person wegen Beleidigung des Kaisers und der römischen Götter hinrichten zu lassen.

## Kirche (Mittelalter/Neuzeit)
Römische Kirche
Die Zensurpraxis der römischen Kirche entwickelt sich allmählich mit der Konsolidierung des römischen Bischofssitzes zur monarchischen Spitze innerhalb der Kirche. Dieser Prozess ist niemals reibungslos verlaufen und hat sich immer in Konkurrenz zu mächtigen Bischöfen, Ordens- und Reformbewegungen und nicht zuletzt den byzantinischen Kirchen vollzogen. Insofern spiegeln innerkatholische Auseinandersetzungen, die in Häresievorwürfe, Ketzerverfolgungen und Bücherverbrennungen mündeten, auch immer das Ringen um die Vorherrschaft des römischen Bischofs wieder, auch gegenüber den nationalen Königstümern. Mitunter wurden auch Publikationen anderer Religionen verboten, so etwa jüdischer Schriften in der Republik Venedig, die Verleger reagierten mit einer Verlegung der Druckerei auf die Insel Kefalonia.
Zudem gibt es Konkurrenzen der kirchlichen Zensurinstanzen untereinander: Im Mittelalter hatte jede Theologische Fakultät der Universitäten und damit der jeweilige Mönchsorden, der an der Universität vorherrschte, genauso teil an dem Verbot von „Irrlehren“, wie städtische Gewalten und Bischöfe.
Versuche der zentralen Erfassung und Definition von „ketzerischen“ Büchern wird durch die Inquisition, allen voran der spanischen entwickelt und mündet im 16. Jahrhundert in den berühmten Index, der 1559 erstmals publiziert wurde. Bis 1966 fand sich auf dem Index ein Gutteil der Weltliteratur der europäischen Neuzeit. Dieser Index bestand jedoch wiederum in Konkurrenz zu nationalen Indices und war ein wenig wirksames Instrument der Nachzensur: Oft lagen bis zu zwei Jahre zwischen der Erstpublikation eines Werkes und dem Beginn des Zensurverfahrens. Für den Autor konnte das oft böse ausgehen, das vollständige Verschwinden des Werkes aus der Öffentlichkeit wurde aber nie erreicht. Ein Verharren im Vergehen trotz der verhängiten kirchlichen Zensur wird als Infordeszenz bezeichnet. Da es für einen Autor der Aufklärung, wie z. B. Voltaire, Ehrensache wurde, auf dem Index zu landen, und so der Index selbst zur Lektüreliste für Freigeister wurde, setzte man ironischerweise den Index selbst auf den Index.
Die Abschaffung des römischen Index im Jahre 1966 ist nicht gleichzusetzen mit dem Ende der innerkirchlichen Zensur: Auch heute noch praktiziert die in Glaubenskongregation umbenannte Inquisition eine Form der Zensur bei Publikationen von Klerikern. Unter Papst Benedikt XVI. begann jedoch diese „Zensurbehörde“, ihre Archive für einzelne, ausgewählte Forscher (z. B. Felicitas Goodman) zu öffnen und so zumindest die historischen Fälle aufzuarbeiten.
Zensur in den protestantischen Kirchen
Die Zensur in den protestantischen Kirchen ist sehr viel komplizierter zu beschreiben als die in der römisch-katholischen, da hier in der Regel die Fürsten (z. B. Brandenburg-Preußen, Sachsen etc.) zugleich Landesbischöfe waren. Damit ging die kirchliche Zensur in die staatliche Zensur der Territorien des Reiches über. (Dies wird weiter unten beschrieben.)

## Neuzeitliche Staaten

### Deutschland
Im Heiligen Römischen Reich war der Reichshofrat für die Kontrolle des Schrifttums zuständig. Ihm unterstand die Kaiserliche Bücherkommission in Frankfurt am Main. Die Tübinger Buchhändler hatten 1744 die von der Messe mitgebrachten Bücher zur Kontrolle den Dekanen der Fakultäten vorzulegen. In Preußen trat am 1. Juni 1772 das Zensuredikt Friedrichs II. in Kraft. Es soll „nur demjenigen steuern […], was wider die allgemeinen Grundsätze der Religion, und sowohl moralischer als bürgerlicher Ordnung entgegen ist“.
Das Erneuerte Censur-Edict des preußischen Königs Friedrich Wilhelms II. vom 19. Dezember 1788 stellt sich u. a. gegen die „Verbreitung gemeinschädlicher praktischer Irrthümer über die wichtigsten Angelegenheiten der Menschen, zum Verderbniß der Sitten durch schlüpfrige Bilder und lockende Darstellungen des Lasters, zum hämischen Spott und boßhaften Tadel öffentlicher Anstalten und Verfügungen, wodurch in manchen nicht genugsam unterrichteten Gemüthern, Kummer und Unzufriedenheit darüber erzeugt und genährt werden, und zur Befriedigung niedriger Privat-Leidenschaften, der Verleumdung, des Neides, und der Rachgier, welche die Ruhe guter und nützlicher Staatsbürger stöhren, auch ihre Achtung vor dem Publiko kränken, besonders in den so genannten Volksschriften bisher gemißbraucht worden.“

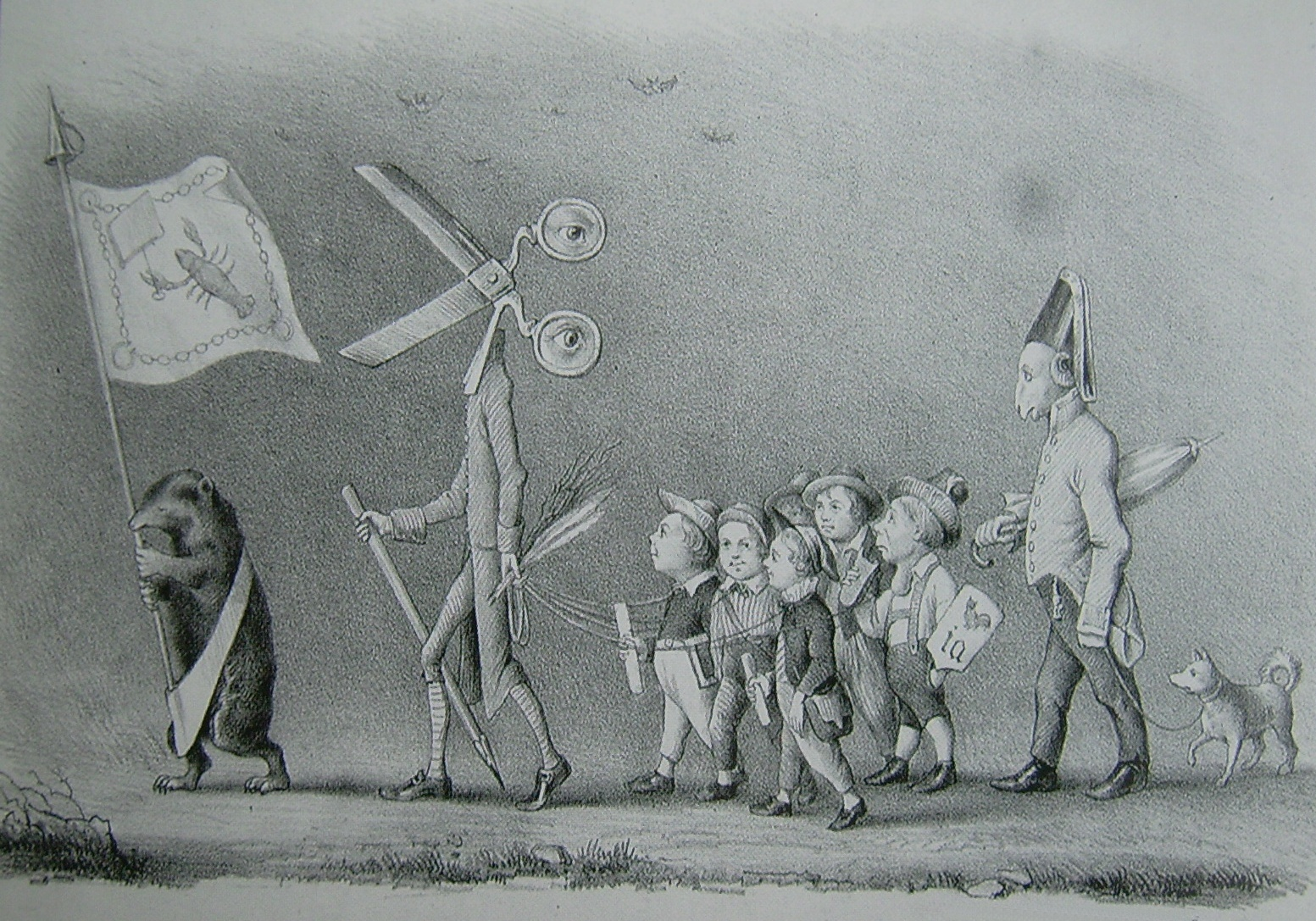
In der Karikatur Die gute Presse von 1847 aus unbekannter Feder steht der Krebs für Rückschritt, der Spiegel des Krebses für die Rückwärtsgewandtheit, der Maulwurf für Blind- oder Borniertheit, Kerzenlöscher für Dunkelheit, die Schere und Stift für Zensur, die Rute für Drangsal, die Augen für Überwachung, die Kinder für die bevormundete Presse bzw. die durch Zensur beherrschten Bürger, der Polizist mit Schafskopf für die Dummheit der Staatsmacht und der Spitz für die Spitzelei.

Die strengen Zensurgesetze Napoleon Bonapartes greifen 1803 auch in den assoziierten Staaten Baden, Bayern und Rheinland. In Württemberg wurde 1806 die Zensur insbesondere für den Druck historischer, geographischer oder politischer Werke eingeführt. Ab 1809 wurde in jedem Ort mit Buchdruckereien oder Buchhandlungen ein Zensor eingesetzt. Auf dem Wiener Kongress 1815 wurde die Pressefreiheit in die Deutsche Bundesakte aufgenommen. Mit den Karlsbader Beschlüssen 1819 wurde eine strenge, für den Deutschen Bund einheitliche, Zensur eingeführt, die eine Präventivzensur für alle Publikationen mit weniger als 20 Druckbogen und eine nachträgliche Repressivzensur für alle darüber hinausgehenden Publikationen vorsieht.
In Reaktion auf die Freiheitsbewegungen in den Nachbarländern wurden die deutschen Zensurbestimmungen 1830 verschärft. Während der Deutschen Revolution 1848/49 wurde die uneingeschränkte Pressefreiheit gefordert. Ab August 1849 wurde die Pressefreiheit schrittweise eingeschränkt. Sie wurde 1874 Bestandteil des Reichspressegesetzes. Von 1878 bis 1890 hebelte das Sozialistengesetz die Pressefreiheit wieder aus. Der Deutsche Reichstag beschloss 1900 die Lex Heinze.
Während des Ersten Weltkriegs gab das Kriegspresseamt 1915 das Zensurbuch heraus. Die Weimarer Reichsverfassung garantierte ab 1919 die Freiheit der Meinungsäußerung in Wort, Schrift und Bild. Das Republikschutzgesetz wurde am 21. Juli 1922 verabschiedet und erlaubte drastische Eingriffe in die Presse- und Versammlungsfreiheit. Am 18. Dezember 1926 wird das Gesetz zur Bewahrung der Jugend vor Schund- und Schmutzschriften der Weimarer Republik erlassen.

#### Zeit des Nationalsozialismus

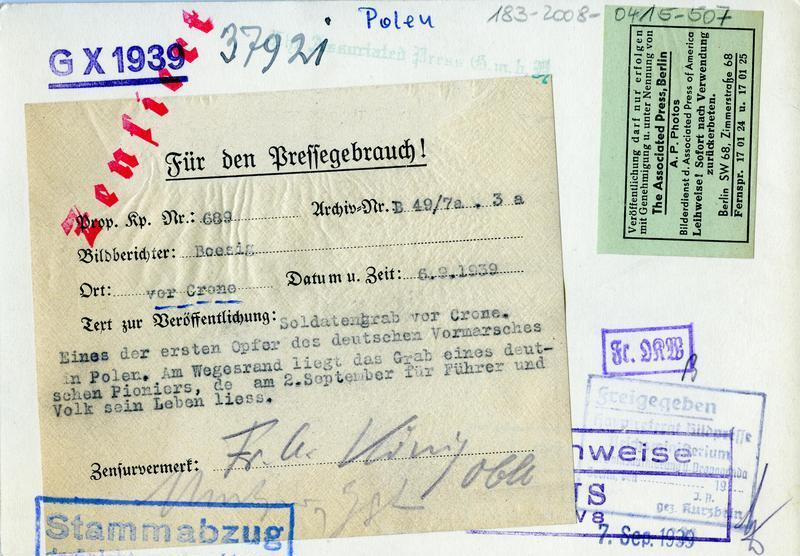
Zensurvermerk über ein Pressefoto eines beim Überfall auf Polen 1939 gefallenen deutschen Soldaten.

Nach der Bücherverbrennung in Deutschland wurden ab dem 31. Mai 1933 jüdische und politisch missliebige Autoren und Verleger verfolgt. Das Schriftleitergesetz vom 4. Oktober 1933 definierte den Journalismus als eine vom Staat geregelte Aufgabe. Das Reichskulturgesetz vom 22. September 1934 setzte die weitere Gleichschaltung fort. Die Reichsschrifttumskammer stellte 1935 schwarze Listen unerwünschter Bücher zusammen, die nicht mehr im Buchhandel verbreitet werden durften.

#### Bundesrepublik Deutschland
Nach dem Ende des Zweiten Weltkriegs 1945 wurde in allen deutschen Besatzungszonen eine Lizenzierungspflicht eingeführt und eine Liste der auszusondernden Literatur erstellt, gemäß derer Bücher, auch aus dem Privatbesitz, zu beschlagnahmen sind. Die Lizenzpflicht im Westen wurde 1949 aufgehoben. Das Grundgesetz legt im Artikel 5 fest: Eine Zensur findet nicht statt. Die DDR führt die Lizenzierung unter der Bezeichnung Druckgenehmigungsverfahren bis zu ihrem Ende 1989 durch.
In den Jahren von 1953 bis in die 1960er Jahre hinein bestand in der Bundesrepublik ein Interministerieller Ausschuss für Ost-West-Filmfragen, der für die Überprüfung von aus Osteuropa importierten Filme zuständig war. Etwa 130 Filme aus der DDR, der CSSR und der Sowjetunion erhielten keine Genehmigung und durften nicht aufgeführt werden. Etwa im Jahre 1966 stellte der Ausschuss seine Tätigkeit ein. Das Braunbuch der DDR wurde 1965 in der Bundesrepublik beschlagnahmt. Im selben Jahr fand – ausgelöst durch die Aufführung des schwedischen Films „Das Schweigen“ – eine Kampagne unter Führung des CDU-Abgeordneten Adolf Süsterhenn statt, welche die in Artikel 5 garantierte Freiheit von Kunst und Wissenschaft an die „allgemeine sittliche Ordnung“ koppeln wollte.
2002 ließ der SPD-Politiker Jürgen Büssow mehrere Internetprovider in Nordrhein-Westfalen den Zugang zu verschiedenen Seiten auf ausländischen Servern, die rechtsextremistische und nationalsozialistische Inhalte transportierten, sowie den Zugang zur amerikanischen Goreseite Rotten.com sperren.
Im April 2009 veranlasste die Familienministerin Ursula von der Leyen das Gesetz zur Bekämpfung der Kinderpornografie in Kommunikationsnetzen, mit dem alle Provider in Deutschland verpflichtet werden sollen, vom Bundeskriminalamt vorgegebene Seiten mit strafbaren Angeboten zu sperren.

### Frankreich
Französische Revolution und Empire (1789–1815)
Mit der Allgemeinen Erklärung der Menschenrechte von 1789, Artikel 11 wird das Recht auf freie Meinungsäußerung eingeführt, zugleich mit der Einschränkung, dass von diesem Recht nur im Rahmen der staatlichen (positiven) Gesetzgebung Gebrauch gemacht werden darf.
Die königliche Zensurbehörde des Ancien Regime (sprich: der Monarchie) besteht formal bis 1791 weiter, stellt aber ihre Arbeit ein. Viele der königlichen Zensoren sind glühende Verfechter der französischen Revolution und setzen sich in der Nationalversammlung für ein liberales Presserecht ein. Gerade im Umgang mit royalistischen Autoren, die die Monarchie beibehalten möchten, ist das sehr umstritten.
In der Verfassung von 1793 wird (Artikel 353) die Vorzensur – also die Begutachtung der Manuskripte vor der Publikation – aufgehoben. Dies öffnet einem Willkürsystem der nachträglichen Verfolgung von Autoren, Verlegern und Buchhändlern durch die Pariser Polizei Tür und Tor. In der jakobinischen Schreckensherrschaft wird das Publizieren von Büchern gefährlich: Es genügt oftmals die bloße Denunziation durch bezahlte Spitzel, um einen Buchhändler „royalistischer Umtriebe“ zu überführen und per Schnellverfahren unter das Fallbeil zu bringen.
Unter Napoleon wird in der Direktorialverfassung von 1795 (Artikel 355) eine Pressefreiheit mit zahlreichen Einschränkungen eingeführt. Es gibt keine Vorzensur mehr; vielmehr werden Buchhändler und Autoren nach der Publikation belangt. Zu diesem Zweck dient eine Impressumspflicht mit Angaben des realen Namens von Verleger und Autor.
Die Napoleonische Zeit ist insgesamt gekennzeichnet von einer zunehmenden Verschärfung und der Zensur. Es kommt zu großen Razzien und Deportationen, Verbannungen, Verhaftungen, Entzug von Drucklizenzen und wirtschaftlichen Ressourcen, jedoch deutlich weniger Hinrichtungen. Napoleon scheute – so berichtet sein Berater Joseph Fiévée – den Vergleich mit der Zensurpraxis des Ancien Regime und der Jakobiner.
1810/11 wird nach zahlreichen Experimenten und Verlagerungen der Zuständigkeiten zwischen Innenministerium und Polizei auch das Zensurwesen neu geordnet: Es kommt zur „freiwilligen“ Vorzensur, mit denen sich die Buchhändler, Verleger und Autoren notgedrungen Rechtssicherheit vor einer nachträglichen Verfolgung durch die polizeiliche Nachzensur (per Anzeige, Denunziation oder Verdacht) verschaffen konnten. De jure herrschte also Pressefreiheit, de facto bedeutete es ein hohes persönliches Risiko, ein Buch ohne Genehmigung durch das „Bureau de la liberté [sic!] de la presse“ zu veröffentlichen oder zu verkaufen.
Die berühmtesten Opfer der Buchzensur der Französischen Revolution sind Donatien Alphonse François de Sade, François-René de Chateaubriand und Anne Louise Germaine de Staël.

### Großbritannien
Wie in anderen frühneuzeitlichen Staaten auch wurde schon bald nach der Verbreitung des Buchdrucks die Vorzensur der Manuskripte eingeführt. Einer der Zensoren im 17. Jahrhundert war der Dichter John Milton, der zugleich mit seinem 1644 gedruckten, an das Englische Parlament gerichteten Traktat Areopagitica; A Speech of Mr. John Milton for the Liberty of Unlicens'd Printing eine der wirkungsvollsten Plädoyers für die Rede- und Pressefreiheit verfasste.
Im 18. Jahrhundert wurde die Zensur allmählich gelockert. Aufgrund eines 1713 erlassenen und 1737 enger gefassten Gesetzes mussten bis in die 1930er Jahre alle zur öffentlichen Vorführung gedachten Theaterstücke zwecks Genehmigung beim „Lord Chamberlain“ eingereicht werden. 1968 wurde die Theaterzensur in Großbritannien durch einen Parlamentsbeschluss abgeschafft. Überwiegend waren die eingereichten Stücke im Besitz der Einrichtung verblieben, woraus auch eine archivarische Bedeutung entstand. Die scharfe politische Zensur ließ sich durch Anmeldung als Theaterclub umgehen, was mit sich brachte, dass ausschließlich Clubmitglieder und sie begleitende Freunde die Aufführungen sehen durften. Um trotzdem ein großes Publikum zu finden, richtete man eventuell die Form einer preisgünstigen „associate membership“ (angeschlossene Mitgliedschaft) ein, bei der im Gegensatz zur „full membership“ kein aktives und passives Wahlrecht für Clubämter bestand.

### Österreich
Während Joseph II. eher eine liberale Einstellung vertrat, verschärften spätere Herrscher die Zensurbestimmungen immer mehr. Die General-Zensur-Verordnung vom 22. Februar 1795 enthält eine erschöpfende Aufstellung aller Zensurregelungen der damaligen Zeit und war die Grundlage späterer Zensurpraxis.
So fielen der im Biedermeier strengen Zensur (Vorzensur) im Habsburgerreich nicht nur Werke von Nikolaus Lenau, Franz Grillparzer oder Johann Nestroy zum Opfer; insgesamt waren etwa 40.000 Titel auf den österreichischen Verbotslisten. Jedes importierte Buch, alle Artikel, jede Neuveröffentlichung wurde überprüft und bewertet (das „damnatur“ der Zensoren für verbotene Werke). Dabei handelte es sich um Werke aus allen Lebens- und Wissensbereichen.
Als um die Jahrhundertwende in Stimmen laut wurden, die Theaterzensur abzuschaffen oder zumindest zu lockern, bezeichnete Ministerpräsident Dr. v. Koerber das Begehren nach völliger Beseitigung der Zensur zwar als unerfüllbar, versprach jedoch, die „grellsten Übelstände“ zu beseitigen. In einem Erlass, der im April 1903 an alle Landeschefs erging, ordnete er an, dass künftig bei jeder Landesstelle ein Zensurbeirat, bestehend aus einem Verwaltungsbeamten, einem richterlichen Beamten und einem Bühnenschriftsteller, Theaterkritiker oder Angehörigen des Lehrstandes, gebildet werde, dem vor der Erlassung des Verbotes das Stück zur Begutachtung vorzulegen war. Künftig sollten die Landeschefs ihre Entscheidung erst nach der Erstattung dieses Gutachtens treffen. Gegen ein Aufführungsverbot war der Rekurs an das Ministerium des Inneren zulässig. Zur Sicherstellung eines möglichst gleichmäßigen Vorgehens wurde festgelegt, dass in Hinkunft die Entscheidungen der Zensurstellen im Verordnungsblatt des Ministeriums des Inneren veröffentlicht werden sollten. Außerdem erging der Befehl, dass in Hinkunft alle Bühnenwerke, welche bereits zur Aufführung auf einer Bühne einer Landeshauptstadt zugelassen wurden, ohne Einholung einer weiteren Aufführungsbewilligung auf allen anderen Bühnen des betreffenden Verwaltungsgebietes aufgeführt werden dürfen.
Im gegenständlichen Erlass brachte der Ministerpräsident auch zum Ausdruck, was er sich von den Zensoren erwartete:
„.... Ich halte es für eine ernste Pflicht der Zensur, darüber zu wachen, dass leichtfertige, meist der inneren Begründung ermangelnde Provokationen von der Bühne herab vermieden werden. … Es ist selbstverständlich, dass die behördliche Kontrolle der Bühne nichts, was das Strafgesetz verpönt, vor allem keine Beleidigung der Mitglieder des Allerhöchsten Kaiserhauses oder der Religion zulassen darf, dass sie weiter die internationalen Rücksichten zu wahren hat, und dass endlich schwere, den allgemeinen Unwillen ausfordernde Verletzungen der guten Sitte zu verhindern sind. Die Bühne soll der Erörterung keines Konfliktes prinzipiell verschlossen sein, wenn nur die ethische Grundlage des Problems erkennbar ist; allein die pure krasse Sinnlichkeit muss sich die Fernhaltung von der Bühne ebenso gefallen lassen, wie sie vom gesellschaftlichen Verkehr seit jeher ausgeschlossen ist. In der Diskussion sozialer Fragen hat sich die Zensur dem Wandel der Zeiten vor Augen zu halten. … Fasse ich das Gesagte zusammen, so erachte ich es als Pflicht der Zensur, ohne Voreingenommenheit den großen und schweren Aufgaben der dramatischen Literatur innerhalb der Gesetze freien Spielraum zu gewähren, aber auch jeder Ausschreitung über diesen Rahmen ohne Rücksicht auf eine etwa zu besorgende Agitation kraftvoll entgegenzutreten.“

### Russisches Reich, Sowjetunion und Russland
Im Russischen Reich gab es seit dem 17. Jahrhundert ununterbrochen eine Zensur literarischer Werke, die je nach Epoche mit mehr oder minder großer Intensität betrieben wurde. Nach der Russischen Revolution wurde das System der Zensur in der Sowjetunion zu einem der umfangreichsten und effizientesten in der Geschichte ausgebaut. In der Endphase des Bestehens der Sowjetunion wurde dieses System außer Kraft gesetzt. Im postsowjetischen Russland existiert in wesentlich geringerem Umfang eine Zensur der Medien, die, obwohl sie subtiler als die sowjetische Zensur durchgeführt wird, immer noch sehr wirksam ist.

### Schweiz
Im Jahr 1915 erließ der Bundesrat eine Verordnung über die „Beschimpfung fremder Völker, Staatsoberhäuptern oder Regierungen“ und setzte eine fünfköpfige Pressekontrollkommission ein, die den Vertrieb von ausländischen Publikationen, die „die Beziehung der Schweiz zu anderen Staaten beeinträchtigen“ könnten, verbieten konnten. Auch war die Kommission legitimiert, beim Bundesrat ein Verbot einer inländischen Publikation zu beantragen. Insgesamt erließ die Kommission 2674 Verfügungen, beantragte sechzehnmal die Verwarnung und dreimal die Suspension einer Publikation. Am 1. Februar 1919 endete die Zensur wieder.
Während der Zeit des Zweiten Weltkriegs fungierte die Abteilung Presse und Funkspruch (APF) als Schweizer Zensurbehörde. Mit dem Grunderlass vom 8. September 1939 wurde die Möglichkeit geschaffen, Presseerzeugnisse, Briefe oder sonstige Mitteilungen zu zensieren, sollten diese als Gefährdung der Unabhängigkeit, der Wahrung der inneren Sicherheit oder der Aufrechterhaltung der Neutralität eingestuft werden. Verboten waren fortan Äußerungen, die die militärische Disziplin, das Ansehen oder die Schlagkraft der Armee beeinträchtigen könnten. Zur Wahrung des militärischen Geheimnisses war es untersagt, militärische Nachrichten oder sonstige militärisch relevanten Äußerungen zu verbreiten. Es war verboten, detaillierte Angaben bezüglich der Ein- und Ausführverhältnisse zu berichten. Weiter war es verboten, Gerüchte in die Welt zu setzen oder aufgefasste Gerüchte weiterzuverbreiten.

### USA
John Clelands Memoirs of a Woman of Pleasure von 1821, auch als Fanny Hill bekannt, gilt als der erste Fall des Verbots eines Buches in den USA aus dem Grund der Obszönität. Das Buch wurde 1963 neu aufgelegt, wieder als obszön verurteilt und erst am 21. März 1966 durch einen Spruch des Obersten Gerichtshofs zur Publikation freigegeben.
James Joyce’ Ulysses wurde 1918 vom US Post Office beschlagnahmt. Eine weitere Beschlagnahmung des Werks erfolgte im Jahr 1930. Die Beschlagnahmung wurde 1933 offiziell aufgehoben. Henry Millers Wendekreis des Krebses wurde 1938 mit Einfuhrverbot belegt. Das Verbot wurde 1961 aufgehoben.
Die American Library Association richtete 1982 die erste, jährlich stattfindende „Banned Books Week“ aus.